# Лејк Данлап (Тексас)
Лејк Данлап (енгл. Lake Dunlap) насељено је место без административног статуса у америчкој савезној држави Тексас.

## Демографија
По попису из 2010. године број становника је 1.934.
| Група             | 2000.    | 2010.         |
| Белци             | 0 (0,0%) | 1.213 (62,7%) |
| Афроамериканци    | 0 (0,0%) | 40 (2,1%)     |
| Азијати           | 0 (0,0%) | 1 (0,1%)      |
| Хиспаноамериканци | 0 (0,0%) | 662 (34,2%)   |
| Укупно            | 0        | 1.934         |